# Carlos César (político)
Carlos Manuel Martins do Vale César (Ponta Delgada, 30 de octubre de 1956 -), conocido popularmente como Carlos César, es un político y periodista portugués, afiliado al Partido Socialista y presidente del mismo desde noviembre de 2014. Fue presidente del Gobierno de la Región Autónoma de las Azores desde el 9 de noviembre de 1996 hasta el 6 de noviembre de 2012, donde fue sustituido por Vasco Cordeiro.
Nació en el seno de una familia de tradición progresista. Es sobrino nieto de Manuel Augusto César, periodista de la Primera República Portuguesa, director de los periódicos O Proletário, O Protesto y O Protesto do Povo, todos publicados en Ponta Delgada. Desde muy joven comenzó su participación en política. En 1974 fue uno de los fundadores de la delegación de la Juventud Socialista en las Azores, poco después de la revolución de los Claveles, llegando a ser uno de los dirigentes nacionales de la misma. Estudió Derecho en la Universidad de Lisboa y en 1981 se convirtió en diputado de la Asamblea Regional de las Azores, desde 1983 a 1985 presidente del Partido Socialista regional y diputado en la Asamblea de la República, entre 1987 y 1989. Se proclamó vencedor de las elecciones regionales azoreñas de octubre de 1996 con el 46% de los votos. Hasta que dejó la presidencia en 2012 fue reelegido en todas las elecciones con mayoría absoluta. 
Abandonada la presidencia fue nombrado presidente del partido Socialista en noviembre de 2014 (y reelegido en junio de 2016) y miembro del Consejo de Estado por la Asamblea de la República.